# Marian Jeż (inżynier)
Marian Jeż (ur. 1940) – polski inżynier, doktor habilitowany nauk technicznych. Specjalizuje się w dynamice układów napędowych, wibroizolacji i pomiarach drgań, lotnictwie, ekologii, termodynamice i silnikach spalinowych, ochronie atmosfery oraz modelowaniu w MATLAB-ie. Profesor nadzwyczajny warszawskiego Instytutu Lotnictwa. 

## Życiorys
Studia ukończył na Politechnice Warszawskiej (1958-1964) i następnie został zatrudniony w Instytucie Lotnictwa, gdzie uzyskał stopień doktorski w 1977 na podstawie pracy pt. Analogowa metoda syntezy zawieszenia silnika stacjonarnego, przygotowanej pod kierunkiem Jerzego Maryniaka. Habilitował się w 1999 na Wydziale Uzbrojenia i Lotnictwa Wojskowej Akademii Technicznej im. Jarosława Dąbrowskiego w Warszawie na podstawie rozprawy Zawieszenie wibroizolacyjne tłokowego silnika lotniczego. 
Został wykładowcą m.in. Wojskowej Akademii Technicznej i Wyższej Szkoły Ekologii i Zarządzania w Warszawie.

## Wybrane publikacje
- Dynamika silnika tłokowego. Zagadnienia wybrane, Wydawnictwa Naukowe Instytutu Lotnictwa, Warszawa 2003, ISBN 83-915995-6-6
- Airport environmental impact. Methodology of atmosphere protection, Wydawnictwa Naukowe Instytutu Lotnictwa, Warszawa 2007, ISBN 978-83-923098-3-3
- Silniki spalinowe : zasady działania i zastosowania, Wydawnictwa Naukowe Instytutu Lotnictwa, Warszawa 2008, ISBN 978-83-923098-7-1
- Technologie ochrony środowiska. Ochrona atmosfery, Oficyna Wydawnicza Wyższej Szkoły Ekologii i Zarządzania, Warszawa 2009, ISBN 978-83-926303-1-9
- Transport lotniczy a zrównoważony rozwój, wyd. Instytutu Lotnictwa, Warszawa 2009, ISBN 978-83-929922-0-2
- Trends and methods in aeronautical research, wyd. Instytutu Lotnictwa, Warszawa 2011, ISBN 978-83-932592-3-6

Swoje prace publikował m.in. w takich czasopismach jak: „Journal of KONES” oraz „Prace Instytutu Lotnictwa”. 
Jest członkiem warszawskiego oddziału Polskiego Towarzystwa Mechaniki Teoretycznej i Stosowanej oraz członkiem Polskiego Towarzystwa Naukowego Silników Spalinowych. Przez całe zawodowe życie (od 1964) związany z warszawskim Instytutem Lotnictwa.
Poza studiami inżynierskimi odbył też studia afrykanistyczne na Uniwersytecie Warszawskim (1965-1968). W latach 1981–1985 wykładał w Institut Supérieur de Techniques Appliquées (ISTA) w afrykańskiej Kinszasie (stolicy Demokratycznej Republiki Konga)
Odznaczony m.in. Medalem Komisji Edukacji Narodowej, Medalem Zasługi za 30-letnią pracę w Instytucie Lotnictwa oraz Medalem Wyzwolenia i Medalem Przyjaźni za służbę w Międzynarodowej Komisji Nadzoru i Kontroli w Wietnamie (1969-1970).